# 麟德
麟德（664年正月—666年正月）是唐高宗李治的第四個年号。唐朝使用这个年号共2年多。
《旧唐书》、《新唐书》都称是龙朔三年十二月，诏改明年正月一日为麟德元年。但是新疆吐鲁番出土的《唐纪元钞》则记载“龙朔四年六月一日改”，与史书的记载相差半年。

## 改元
- 龍朔三年——十二月二十一日，有詔明年改元麟德元年。[4][5][6]
- 麟德三年——正月五日，改元乾封元年。[7][8][9]

## 纪年
| 麟德 | 元年  | 二年  | 三年  |
| ---- | ----- | ----- | ----- |
| 公元 | 664年 | 665年 | 666年 |
| 干支 | 甲子  | 乙丑  | 丙寅  |

## 參看
- 中國年號索引
- 麟德历

## 引用
1. ↑  李崇智，《中國歷代年號考》，第99頁。
2. ↑  吐鲁番阿斯塔那-哈拉和卓古墓群发掘简报，文物，1973年第10期
3. ↑  《唐改元年月錄》：貞觀廿四年正月一日改……改為顯慶元年。[顯]……龍朔四年六月一[日]改……七日改為乾封元年。乾封三年二月……章元年。總章[三]年三月一日改為咸亨元年。[咸]亨五年八月十五日改為上元元年。……日改為儀鳳元年。儀鳳四年[六月]……（下缺）。
4. ↑  劉昫.  . 维基文库.「〔龍朔三年〕十二月庚子，詔改來年正月一日為麟德元年。」
5. ↑  歐陽脩.  . 维基文库.「〔龍朔三年〕十二月庚子，改明年為麟德元年，降京師、雍州諸縣死罪以下。」
6. ↑  司馬光.  . 维基文库.「〔龍朔三年〕十二月，庚子，詔改來年元。」
7. ↑  劉昫.  . 维基文库.「麟德三年春正月……壬申，御朝覲壇受朝賀。改麟德三年為乾封元年。」
8. ↑  歐陽脩.  . 维基文库.「乾封元年正月戊辰，封于泰山。庚午，禪于社首，以皇后為亞獻。壬申，大赦，改元。」
9. ↑  司馬光.  . 维基文库.「乾封元年春，正月……壬申，上御朝覲壇，受朝賀；赦天下，改元。」